# Bibianki
Bibianki – osada w Polsce położona w województwie wielkopolskim, w powiecie ostrowskim, w gminie Sieroszewice.
Miejscowość przynależała administracyjnie w latach 1932–1934 do powiatu kępińskiego, W latach 1975–1998 do województwa kaliskiego, a w latach 1934–1975 i od 1999 do powiatu ostrowskiego.